# Kol de Suède
Kol de Suède est un prétendant au trône de Suède entre 1167 et 1173.

## Origine
L’origine du prétendant Kol est incertaine. Si les historiens s’accordent pour considérer qu’il appartient bien à la maison de Sverker, il est parfois nommé Kol Johansson ou Kol Sverkersson.
- Kol Johansson est généralement identifié comme un des quatre fils du prince royal Johan Sverkersson l'Ancien mort en 1153 et de son épouse, et un petit-fils de Sverker Ier [1],[2]
- Selon une autre hypothèse il serait Kol Sverkerson, le fils aîné de Sverker Ier de Suède et d’Ulvhild Håkansdotter, les partisans de cette filiation s’appuient sur le fait qu’il porte le nom de son grand-père paternel un certain Kol, traditionnellement identifié avec le prétendant Erik Årsäll.

## Prétendant
Kol réclame le trône apparemment conjointement avec Burislev de Suède, après le meurtre en 1167 de son oncle/frère (?) Karl Sverkersson tué par Knut Éricksson. Les deux prétendants nommés « koll konongh. oc byrisleph konongh » contrôlent pendant quelques années une partie du pays, sans doute l’Östergötland dont leur famille était originaire 
L’importance et la durée de la rébellion de Kol et de Burislev demeurent mal connues car elle n’est pas évoquée dans les sources danoises contemporaines comme Saxo Grammaticus, ce qui tend à démontrer que Valdemar Ier de Danemark, qui avait pourtant donné refuge à Sverker le jeune fils de Karl Sverkersson, n’est pas intervenu.
Kol Johansson est probablement tué lors d’un combat ou assassiné sur ordre de Knut Éricsson vers 1173. Le règne de Knut se poursuit alors dans le calme pendant les 23 ans que lui assigne l’historien suédois du XVIe siècle Olaus Petri. 
Il ne semble pas que Kol Johansson soit le bénéficiaire de la lettre du Pape Alexandre III adressée à un « Haut roi des Svear et des Götar » seulement désigné par l’initiale de son nom « K. ». Cette correspondance, qui est de 1171/1172, était sans doute destinée à son concurrent Knut Éricsson, demeuré seul souverain après son élimination. De plus Kol ne pouvait être considéré au mieux que comme roi des « Götar ».

## Sources
- (en) Philip Line Kingship and state formation in Sweden, 1130-1290.Library of Congres 2007  (ISBN 9789004155787)
- (sv) article de Hans Gillingstam dans Svenskt biografiskt lexikon: Kol